# パーカーナガクビガメ
パーカーナガクビガメ (Chelodina parkeri) は、爬虫綱カメ目ヘビクビガメ科ナガクビガメ属に分類されるカメ。別名パーカーナガクビ。

## 分布
ニューギニア島南部。国別ではインドネシア（パプア州のMerauke川周辺）、パプアニューギニア南西部（Aramia川・Fly川の周辺など）に分布する。
模式標本の産地（基準産地・タイプ産地・模式産地）は、Murray湖（パプアニューギニア）。

## 形態
最大甲長26.7センチメートル。背甲はやや扁平で、上から見ると細長い卵型。甲板の表面は細かい皺で覆われる。背甲の色彩は褐色や暗褐色だが、黄褐色の不明瞭な虫食い状の斑紋が入る個体もいる。腹甲の色彩は淡黄色やクリーム色で、斑紋が入らない。
頭部の色彩は暗灰色や黒で、黄緑色や黄褐色の虫食い状の斑紋が入る。
幼体の頭部に入る虫食い模様は、明瞭かつ単純な形状。成長に伴い、頭部の斑紋が細かく複雑になる。

## 生態
サバナ気候で内陸部にある水生植物が繁茂した流れの緩やかな河川や湖沼・池などに生息する。乾季に水場が干上がると、泥中で休眠する。
飼育下では魚類、甲殻類などを食べた例がある。
繁殖様式は卵生。飼育下では1回に8 - 14個の卵を、1 - 3回に分けて産むとされる。卵は28 - 30℃の環境下で、90 - 120日で孵化した例がある。

## 人間との関係
種小名parkeriは、Fred Parkerへの献名。
生息地では食用とされることもあり、釣りや網・罠・手づかみなどで捕えられる。
個体数の推移に関して定期的なデータは取られていないが、分布域が狭く元々生息数は多くないと考えられている。食用やペット用の採集などにより、生息数は減少している。パプアニューギニアでは本種を含めたカメ類の輸出が、厳重に規制されている。